# 鮫島二男丸
鮫島 二男丸（さめじま じなんまる、1889年 - 不明）は、種子島南種子町初代町長。糖業の振興、煙草の誘致、水稲の早期栽培に尽力し、1963年（昭和38年）に名誉町民の称号を贈られた。

## 略歴
南種子町島間の上方の農家に生まれ、学生時代から成績優秀、兵役後村長らに懇願され役場に入る。
勧業主任、農会書記兼務、農会技手兼務、南種子町糖業支部長、農会副会長兼務、産業組合長。助役を経て村長に。一度辞職し、県農業委員を務めたのちに再び村長になった。この2期目の際に町制実施のため初代町長に就任（1956年〈昭和31年〉）。1959年（昭和34年）70歳の時に惜しまれて退任。その功績に報いるべく1963年（昭和38年）に胸像が役場前庭に建立された。

碑文
初代南種子町長　鮫島二男丸翁之像
議会議長　中畠十市書
「翁人格高潔勤儉力行役場奉職四十有余年當に生涯を公共に捧ぐ老躯常に陣頭に立ち指揮を執り和合協力郷土の発展に盡す
其の徳を仰ぎ功績を讃え南種子の尊徳と敬慕し像を建立し永久に顕彰す」
昭和三十八年　春　一九六三年　中村晋也作

## 人物
役場通いは自宅のあった島間から役場のある茎永（当時）へ朝のまだ暗いうちから家を出て、はかま姿にわらじ履きで通い、茎永に１泊して次の日に帰宅というような生活をしていた。その後、南種子村でも当時一番乗りで詰襟の洋服を着はじめた若者であった。
「種子島の人」を執筆した柳田桃太郎によると、その人柄は島伝統の人の好い印象で大器、温眼の中にも不屈の眼差しがあり。
「人の非をあばかず、人の良きところをとるものぞ」いう考えのもと生涯を公共に捧げた。

## 職歴
勧業主任
農会書記兼務
農会技手兼務
南種子町糖業支部長
農会副会長兼務
産業組合長
助役
村長
県農業委員
村長